# Коденець
Коденець (пол. Kodeniec) — село в Польщі, у гміні Дубова Колода Парчівського повіту Люблінського воєводства. Населення — 394 особи (2011).

## Історія

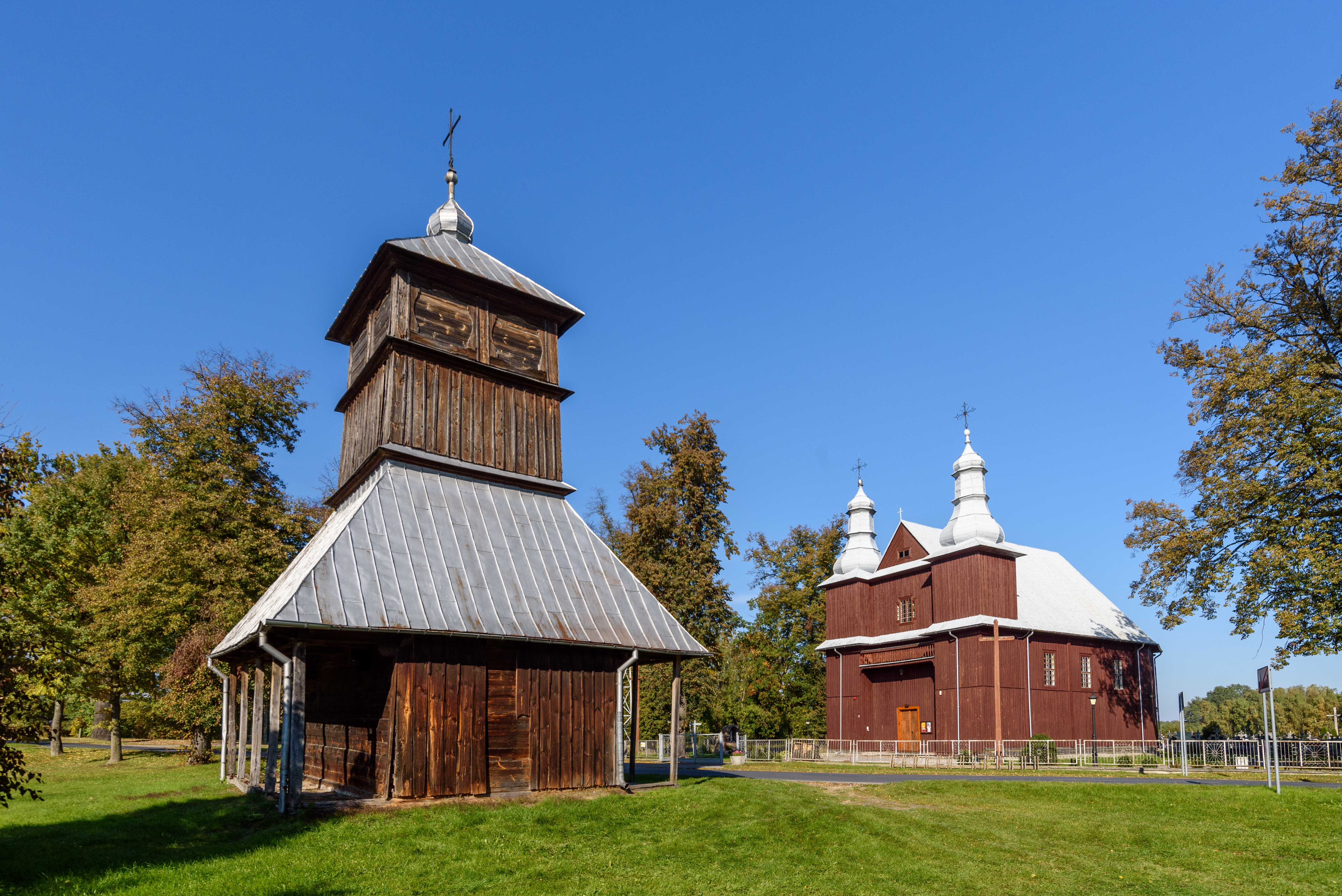
Колишня греко-католицька і православна церква та дзвінниця, нині римо-католицький костел

1588 року вперше згадується православна церква в селі. 1791 року в селі збудовано нову греко-католицьку церкву й близько того часу дзвіницю.
За даними етнографічної експедиції 1869—1870 років під керівництвом Павла Чубинського, у селі переважно проживали греко-католики, які розмовляли українською мовою. 1872 року місцева греко-католицька парафія налічувала 1621 вірянина.
У міжвоєнні 1918—1939 роки польська влада в рамках великої акції руйнування українських храмів на Холмщині і Підляшші перетворила місцеву православну церкву на римо-католицький костел.
Частину українського населення села було депортовано з Польщі до УРСР до червня 1946 року, проте деякі українці переховувалися і уникли переселення.
У 1956 році в місцевій школі було відновлене факультативне вивчення української мови, того року її вивчало 27 учнів.
У 1975—1998 роках село належало до Білопідляського воєводства.

## Населення
Демографічна структура станом на 31 березня 2011 року:
|          | Загалом | Допрацездатний вік | Працездатний вік | Постпрацездатний вік |
| -------- | ------- | ------------------ | ---------------- | -------------------- |
| Чоловіки | 195     | 47                 | 127              | 21                   |
| Жінки    | 199     | 36                 | 98               | 65                   |
| Разом    | 394     | 83                 | 225              | 86                   |

## Культура
- Православна церква Народження святого Івана Хрестителя, філія парафії в Гороститі, чинна[3]
- Римо-католицький костел Різдва Пресвятої Богородиці, колишня греко-католицька і православна церква XVIII століття

## Уродженці
- Степан Маківка (1889—1966) — український громадський і політичний діяч.